# باشا بوش
باشا بوش (بالفارسية: بچه پوش) والتي تعني ارتداء زي الصبيان هي ممارسات ثقافية لشعوب أفغانستان وباكستان وتلجأ لها الأسر التي لا يوجد لهم أفراد ذكور، حيثُ تقوم بتحويل إحدى الفتيات لتكون باشا بوش وهي ارتداء ملابس الذكور والتصرف مثلهم وتتحول لهيئة ولد وتذهب للعمل ومساعدة العائلة في جلب قوتها اليومي. لتجعل الفتاة ذات حرية أثر بالتحرك والذهاب للمدرسة ومشاركة الرجال الأماكن العامة، ويجنب العائلة وصمة العار من المُجتمع الناتجة من عدم وجود ذكور في العائلة. وسلط المُخرج الإيراني مجيد مجيدي الضوء على هذه الظاهرة بفيلم باران سنة 2001.
و لا يقتصر اللجوء لهذه العادة على فئة دون الأخرى، فبالرغم من تفشيها بشكل أكبر لدى الأوساط الفقيرة إلا أن بعض أفراد الطبقات الثرية تعمد إليها أيضا، رغم آثارها السلبية على نفسية الخاضعات لهذه العادة، حيث تجد معظم اللواتي عشن لفترة طويلة كباشا بوش صعوبة في التكيف من جديد مع وضعهن الجديد كإناث، خاصة أن فترة الرجوع تكون عادة قبيل تزويجهن، وهو ما يعني تنازلهن عن الامتيازات التي كانت لهن كباشا بوش والتحول إلى نساء في أسفل السلم الاجتماعي الأفغاني